# Trichostylum flavicornis
Trichostylum flavicornis là một loài ruồi trong họ Tachinidae.